# Château de Réville
Le château de Réville est une gentilhommière, détruite par un incendie en 1591 et reconstruite du XVIe au XVIIIe siècle, qui se dresse sur le territoire de la commune française de Réville, dans le département de la Manche, en région Normandie. L'édifice est partiellement inscrit au titre des monuments historiques.

## Localisation
Le manoir est situé à 200 mètres, sur le chemin de Saint-Vaast, au sud-ouest de l'église Saint-Martin de Réville, dans le département français de la Manche.

## Historique
Au XIVe siècle le fief où se dresse le château actuel portait le nom de fief de Pirou. En 1405, le château est pillé par les Anglais du duc de Lancastre, futur Henri V, débarqués à la Hougue le 27 juin. En 1470, il est la possession de Jehan de Giron et de son épouse Bonne de Quétil. Ce dernier aurait eu un frère cadet, moine sulfureux, auquel est attachée la légende du « Moine de Saire ».
En 1528, le château à la suite de la guerre de Cent Ans est pour moitié démoli et pour moitié en ruines. Le 9 juillet 1591, dans le cadre des guerres de Religion opposant ligueurs et royalistes, le sieur du Tourps, François de la Cour, dont la compagnie de 150 révillais logeait à Réville, met le feu au château, et tuent devant la porte un certain Guillaume Binet.
Le château passe ensuite par mariage aux Quetils. Laissé en état, le château fut reconstruit, pour sa partie principale, aux environs de 1640. Le 7 novembre 1654, la veuve de Louis Lefort, Madeleine Quétil, cède le château avec la terre et sieuries de Réville pour le prix de 68 000 livres à André Fouquet, écuyer, sieur de Glatigny, hameau situé au nord de Réville. Au moment de la vente, celui-ci comprend « le manoir seigneurial, cours et boelles, maisons et mesnages adjacents dont il y a la meilleure partye en mauvaises réparations et menassant ruine, un colombier à pied volant estant dans la cour ». Nouveau seigneur de Réville, Fouquet, achèvera sa restauration en 1695, en ayant prélevé des matériaux dans l'église et le cimetière afin de le reconstruire,.
Constantin du Parc de Barville (1759-1833), militaire, député de la Manche en 1815 et 1822 s'y retire. Dans le courant du XIXe siècle, le château est la propriété d'Henri Charles Timoléon du Parc qui y meurt en 1877.
En octobre 1939, l'armée française occupe le château et à partir de juin 1940, c'est un état-major allemand qui prend possession des lieux, suivi en mai 1941 par la Wehrmacht et l'Organisation Todt. Rommel y couchera. Après le débarquement de Normandie, en juin 1944, ce sont la Royal Air Force ainsi que la Royal Navy qui s'installent au château. Le château est très endommagé à la sortie de la guerre ; il a subi cinq incendies, détruisant notamment les parquets de chêne du grand salon et de la salle à manger. Ses cheminées de marbre et les glaces provenant de la Glacerie de Tourlaville furent cassées par les troupes américaines.

## Description
Le château de Réville, brûlé en 1591 et reconstruit en 1695, se présente sous la forme d'un corps de logis du XVIIe siècle (deux élévations sont datées de 1683) et d'un gros pavillon en avancé, accolé à l'est, construit de 1737 à 1739, abritant un salon Louis XV. Le logis, avec sa façade principale tournée vers la Saire, est haut d'un étage sur un rez-de-chaussée très surélevé. Il arbore un pavillon central, précédé d'un perron soutenu par deux colonnes cylindriques, et un escalier à double révolution, surmonté d'un fronton arrondi, alors que les frontons qui surmontent les fenêtres de part et d'autre sont triangulaires.
Les communs semblent dater de la fin du XVIIe siècle. Insérée dans le mur des ruines du vieux colombier, seule survivance du château médiéval rasé en 1695, une pierre calcaire, datée de 1714, sur laquelle sont gravées les armes de François Fouquet (1656-1700) : de gueules à la croix d'argent alésée et pommetée d'or, et de son épouse (mars 1694), Marie-Madeleine de Crosville : d'argent à neuf losanges de gueules disposés en croix.

## Protection
Les façades et toitures du château ; les façades et toitures des communs ; le colombier ; la grille d'entrée et ses piliers ainsi que les sauts-de-loup sont inscrits aux titre des monuments historiques par arrêté du 5 septembre 1997.